# Schandorf
Schandorf (kroatiska: Čemba, ungerska: Csém) är en ort och kommun i Österrike. Den ligger i distriktet Oberwart i förbundslandet Burgenland, i den östra delen av landet, 110 km söder om huvudstaden Wien. Kommunen gränsar i öster till Ungern.